# Burg Streichenberg
Die Burg Streichenberg ist eine Spornburg bei Stebbach, einem eingemeindeten Ortsteil von Gemmingen im Landkreis Heilbronn in Baden-Württemberg. Die im 13. Jahrhundert in der Gemarkung von Zimmern wahrscheinlich durch die Herren von Gemmingen erbaute Spornburg wurde wohl während des Dreißigjährigen Krieges oder spätestens im Pfälzischen Erbfolgekrieg teilweise zerstört. Um 1820 erbauten die Grafen von Degenfeld das nahegelegene Schloss Schomberg als neuen Herrschaftssitz, woraufhin die Burg bis in die 1960er Jahre nur noch als Gutshof genutzt und mehrfach umgebaut wurde. Seitdem gab es verschiedene Restaurierungsbestrebungen, die jedoch bislang nur zur Sicherung und Renovierung eines Teils der teilweise zu Wohn- und Geschäftszwecken genutzten Anlage geführt haben.

## Lage
Die Burg steht auf dem Sporn eines kleinen Hügels, an der Gabelung einer ehemaligen Handelsstraße, die bis zum 15. Jahrhundert benutzt wurde, mit Blick auf die Burgen Ravensburg und Steinsberg sowie auf das benachbarte Schloss Schomburg.
In unmittelbarer Nähe zur Burg befinden sich heute die Bahnlinie der Kraichgaubahn und der Gemminger Steinbruch. Außerdem ist der Burgberg heute von Waldbäumen bewachsen, so dass die einst attraktiv freistehende und gut sichtbare Burg inzwischen vom Blattwerk der Bäume weitgehend verdeckt wird und nahe Bahndamm und Steinbruch ein Schattendasein führt.

## Geschichte
Die Burg war im Besitz verschiedener Kraichgauer Herrengeschlechter und gelangte über die Pfalzgrafen an die Grafen von Degenfeld.

### Entstehungszeit
Über die Entstehung der Burg gibt es keine urkundlichen Nachrichten. Die frühesten Besitzer können daher nur aus dem Kontext der Besitzgeschichte des Streichenbergs erschlossen werden. Der Streichenberg zählte zu jenen Ländereien, die die Grafen von Oettingen im ausgehenden 12. Jahrhundert geerbt hatten. In der zweiten Hälfte des 13. Jahrhunderts hatten die Herren von Gemmingen neben anderen Ländereien auch das Gebiet um Stebbach-Zimmern mit dem Streichenberg als Lehen der Oettinger. Als früheste Bauherren kommen in der Zeit um 1255 bis 1270 noch die Grafen von Oettingen in Frage. Sehr wahrscheinlich wurde die Burg jedoch erst zwischen 1282 und 1287 von Swicker (Schweicker) von Gemmingen erbaut, der unter König Rudolf von Habsburg königlicher Landvogt in Wimpfen war. Es war die vierte Burg in Gemmingen, neben den zu dieser Zeit bereits vorhandenen drei Stammburgen der Herren von Gemmingen. Die Burg wurde errichtet in der Gemarkung des Dorfes Zimmern, das jedoch seit dem späten Mittelalter eine Wüstung ist. Man vermutet, dass der Abgang von Zimmern mit dem Bau der Burg Streichenberg zusammenhängt.
Swicker von Gemmingen hinterließ zwei Söhne, Wolf und Blicker, sowie die beiden Töchter Elisabeth und Gertrud. Elisabeth heiratete 1278 Raban Göler von Ravensburg und Gertrud Albert von Enzberg. Die Burg Streichenberg kam an Swickers Schwiegersöhne, die bereits zu Swickers Lebzeiten (1287) als Zeugen in Schenkungsurkunden in der Gegend des Streichenbergs erschienen. Gertrud war 1297 Witwe und heiratete später Zeisolf von Magenheim. Die Burg Streichenberg, selbst erstmals 1331 erwähnt, blieb bis ins späte 14. Jahrhundert im Besitz der Nachkommen von Swicker von Gemmingens Schwiegersöhnen, nämlich der Herren Göler von Ravensburg und der Herren von Enzberg. In den Jahren 1310 bis 1379 erscheint mehrfach der Name Raban Göler von Streichenberg, der mindestens drei Generationen gleichnamiger Burgherren (Raban II., III., IV.) bezeichnet. Auch die Enzberg-Nachfahren Albrecht der Ältere und Albrecht der Jüngere trugen denselben Namen und erscheinen von 1351 bis 1367 in Urkunden. Die Göler’sche Chronik berichtet außerdem, dass Raban (II.) Göler von Streichenberg 1320 Zeisolf von Magenheim, den zweiten Mann seiner Tante Gertrud, ermordet hat.
Urkunden von 1360 besagen, dass Albrecht von Enzberg der Alte und Raven Goler der Junge jeweils ihren Teil der „feste Streichenberg“ dem Pfalzgrafen Ruprecht I. öffnen. 1376 wird erstmals die Mühle unterhalb der Burg erwähnt.

### Ära der Herren von Mentzingen
Eberhard der Ältere aus dem Geschlecht der Herren von Mentzingen, einer Seitenlinie der Göler von Ravensburg, erhielt 1385 drei Viertel der Streichenberg zu Lehen. Die Urkunde besagt:

„ich Eberhart von Menczingen ritter han zur rechtem mannlehen empfangen von Ruprecht dem eltern pfalzgrafen by rine, des heiligen Römischen richs obersten truchsessen, myn vesten Strichenberg, myne teyle daran, die vormals waren als alten Ravens von Strichberg, Albrechts von Enczberg und Friczen von Urbach und siner mutter, das sint die druwe teyle an derselben veste 1385.“

Als Hintergrund des Besitzwechsels könnte die Fehde der Enzberger gegen das Kloster Maulbronn gelten, in deren Folge Pfalzgraf Ruprecht deren Stammburg Burg Enzberg 1384 dem Erdboden gleichgemacht hatte. Ein dabei gefangengenommener Albrecht Enzberger könnte mit dem vormaligen Streichenberger Burgherrn identisch gewesen sein, ein Entzug des Streichenberger Lehens wäre daher plausibel.

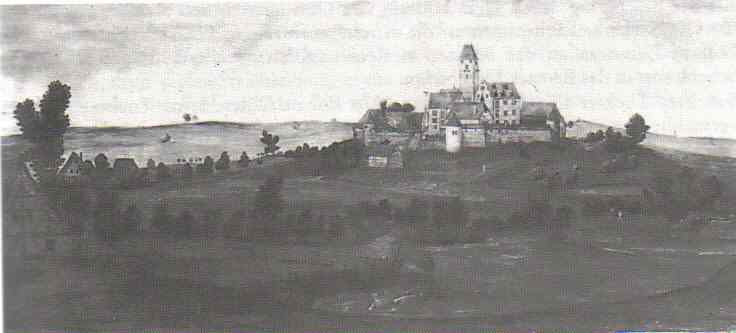
Burg Streichenberg um 1610 (Gemälde von Anton Mirou) noch mit Bergfried und Palas-Gebäude

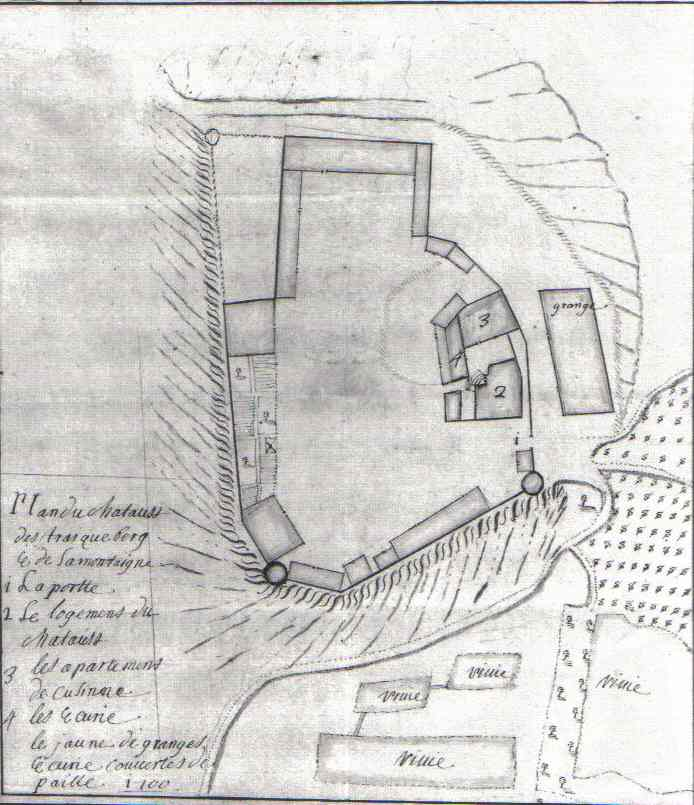
Burg Streichenberg, Grundriss um 1700 nach den Kriegen des 17. Jahrhunderts ohne Bergfried

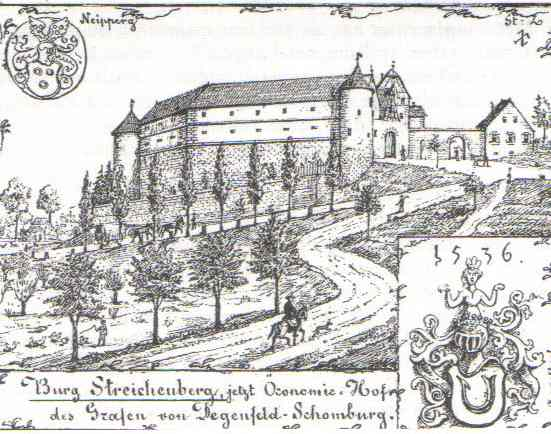
Burg Streichenberg nach 1820 als „Öconomie-Hof“ (Wirtschaftshof).

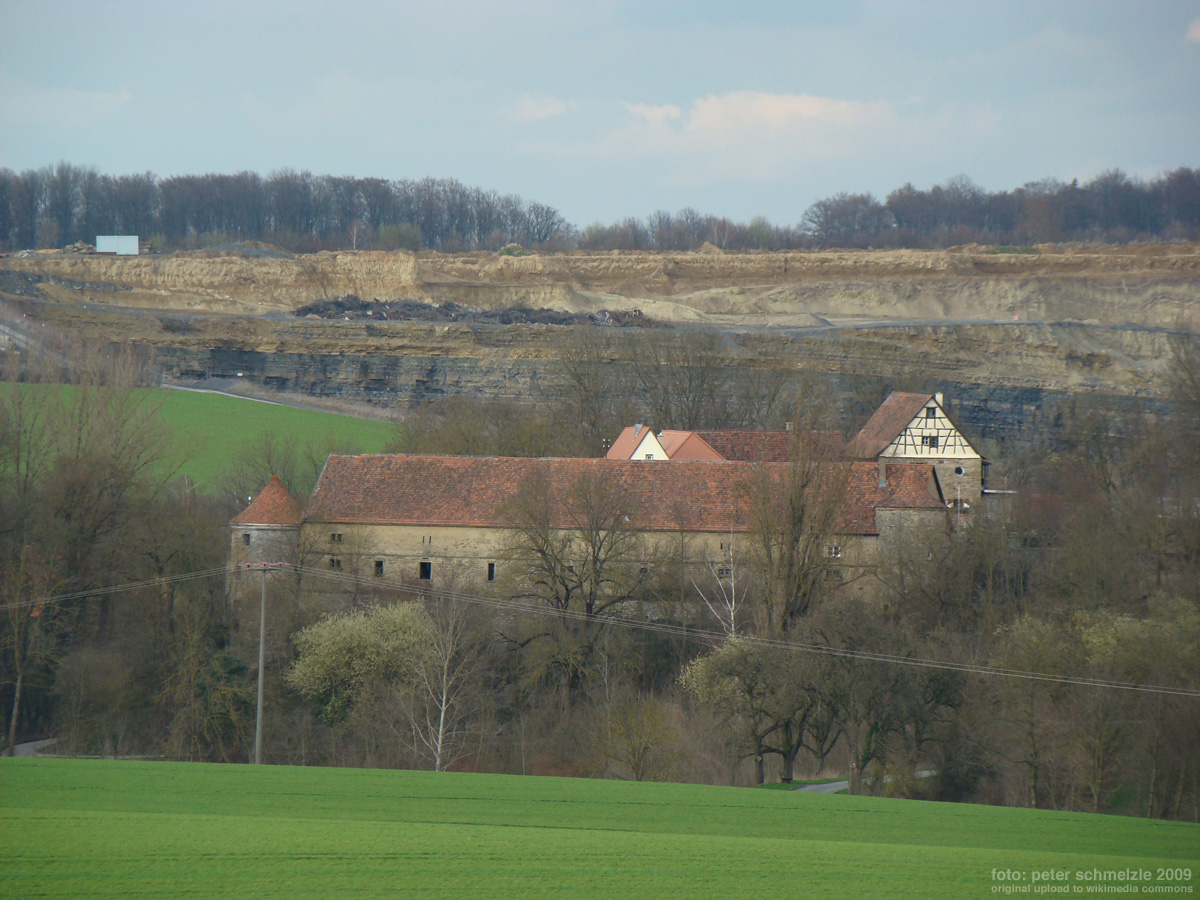
Burg Streichenberg aus der Ferne von Südwesten, im Hintergrund der Gemminger Steinbruch

Eberhart der Jüngere, Sohn des Älteren, verbündete sich 1387 mit seinen Burgen Streichenberg und Ravensburg mit der Stadt Wimpfen. 1391 wurde die Streichenberg durch die Brüder Eberhart Rafe und Wiprecht von Mentzingen für 3400 Gulden an Hans von Gemmingen sowie seinen Neffen Jörg verpfändet. So war die Burg noch einmal kurze Zeit im Besitz der Familie ihrer Erbauer. Jedoch wurde schon 1399 Raban (VI.) von Mentzingen (Rafen von Mentzingen der junge) als alleiniger Besitzer der Burg erwähnt.

### Ära der Herren von Angelach und Neipperg
1448 erwarb Wilhelm IV. von Angelach-Angelach die Burg Streichenberg für 3300 Gulden und gab danach weitere 500 Gulden für Neubauten aus. 1458 erbte sein Bruder Dieter VI. von Angelach-Angelach die Burg. Gemäß einem Wappenstein von 1536 haben die Herren von Angelach zwar in jenem Jahr nochmals Baumaßnahmen an der Burg ausgeführt, doch künden die Verkäufe und Abtretungen der Angelacher eher von finanziellen Schwierigkeiten. Wilhelm VIII. von Angelach-Streichenberg (1525–1562), der letzte Besitzer der Streichenberg aus dem Geschlecht der Angelacher, wurde 1574 von Stephan Feyerabend in einem Gedicht gar als „Verschwender“ tituliert. 1560 verkauften Wilhelm und seine Söhne die Burg um 33.000 Gulden an Philipp von Neipperg. Die Herren von Neipperg erwarben 1578 auch die unterhalb der Burg liegende und zum Lehen gehörende Mühle. Die Brüder Philipp und Engelhart von Neipperg verkauften aber schon 1596 ihren Mannlehensanspruch für 39.000 Gulden an Kurfürst Friedrich IV., wodurch die Burg Streichenberg Eigentum der Kurpfalz wurde.

### Ära der Kurpfalz und Kriege des 17. Jahrhunderts
Die Kurpfalz errichtete auf der Burg Streichenberg eine zur Kellerei Hilsbach zählende Amtskellerei. Aus dem Dreißigjährigen Krieg gibt es nur wenige Nachrichten über die Burg. Pfalzgraf Johann verpfändete die Burg ab 1621 zeitweilig an die Reichsritterschaft. Die Kampfhandlungen des Krieges hatten wahrscheinlich auch Einfluss auf die Burg. 1634 brannte die unterhalb der Burg gelegene Mühle nieder, 1643 errichtete man ein Wohnhaus innerhalb der Burg. 1661 werden mennonitische Pächter auf der Burg genannt.
Kurfürst Carl Ludwig belehnte 1670 seinen minderjährigen Sohn Karl Ludwig Raugraf zu Pfalz, hervorgegangen aus der Ehe zur linken Hand mit Marie Luise von Degenfeld, mit der Burg Streichenberg und dem Ort Stebbach. Karl Ludwig verstarb 1688 kinderlos, wie auch seine Brüder unverheiratet und kinderlos verstarben. Seine älteste Schwester Caroline heiratete den Grafen Meinhard, Herzog von Schomburg und Leinster und deren jüngste Tochter ihren Onkel Graf Christoph Martin II. von Degenfeld. Da der Herzog von Schomburg keinen Nachfolger hatte, ging durch diese Heirat ein Teil des Schomberger Besitzes (u. a. Streichenberg) sowie Namen und Wappen, jedoch ohne Herzogstitel, an die Familie von Degenfeld, die sich seitdem von Degenfeld-Schomberg (auch -Schonburg) nennt.
Im Pfälzischen Erbfolgekrieg war das Gebiet um Eppingen im Sommer 1693 von großen Truppenbewegungen betroffen. 1693 wird Burg Streichenberg als ruiniert genannt. Der noch 1610 auf einem Gemälde dargestellte Bergfried ist auf einem Lageplan um 1700 nicht mehr verzeichnet.

### Nutzung durch die Grafen von Degenfeld
Von 1818 bis 1822 bauten die Grafen von Degenfeld-Schonburg auf einem benachbarten Hügel das Schloss Schomberg. Seitdem wurde die Vorburg der Burg Streichenberg mit Wirtschaftsgebäuden überbaut, und Mitte des 19. Jahrhunderts wurde die Burg in einen Gutshof umgewandelt. 1856 entstand ein großes Stallgebäude, und 1876 wurde der letzte der ehemals drei Türme abgerissen, um Platz für weitere Wirtschaftsgebäude zu schaffen. 1885 wurde eine große Scheune innerhalb der Burg gebaut.
Bis etwa 1940 wurde die Burg Streichenberg als Gutshof benutzt und bis 1963 bewohnt. Danach stand sie etwa zehn Jahre leer, bis Mitte der 1970er-Jahre eine Gruppe damals jüngerer Leute die Burg bezog, deren fortschreitenden Verfall sie jedoch nicht aufzuhalten vermochten. Ebenfalls in diese Zeit fällt ein Abriss zweier baufälliger und dachloser Wohngebäude, die vorher als Stall benutzt worden waren. 1993/94 ließen die Grafen von Degenfeld-Schonburg eine Wehrmauer aus dem 14./15. Jahrhundert sichern und teilweise wieder errichten. Um das Jahr 2000 stand die Burg längere Zeit zum Verkauf und wäre fast wieder in die Hände ihrer frühen Besitzer, der Familie von Gemmingen, gefallen.

## Anlage
Einige Wohngebäude der Burganlage sind saniert und bewohnt. Ein neueres Wirtschaftsgebäude wurde notdürftig für Veranstaltungen hergerichtet. Weite Teile der Anlage, die nur eingeschränkt öffentlich zugänglich ist, befinden sich jedoch in stark sanierungsbedürftigem Zustand oder sind nur noch als Ruinen erhalten. Das schmuckvolle Renaissanceportal des ehemaligen Palas wird gegenwärtig (Mai 2007) mit Mitteln des Landesdenkmalamtes gesichert.

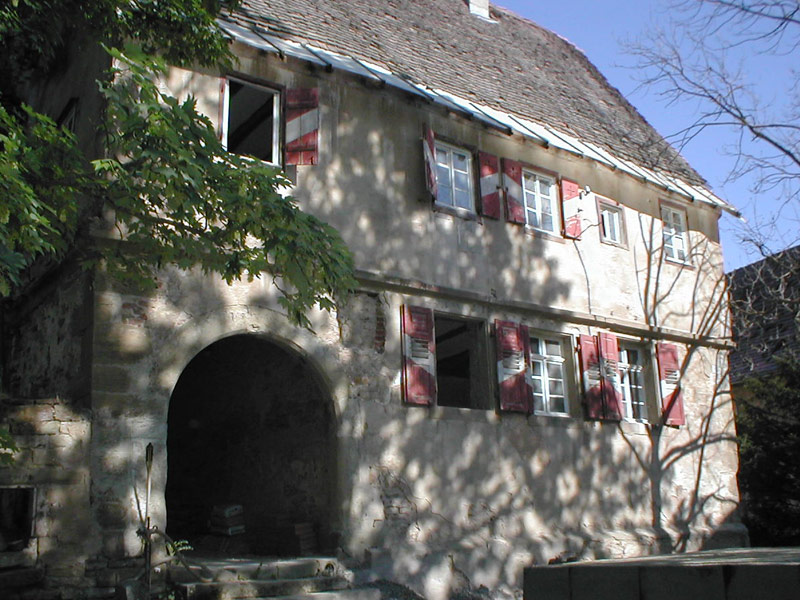
Teilsaniertes Wohngebäude
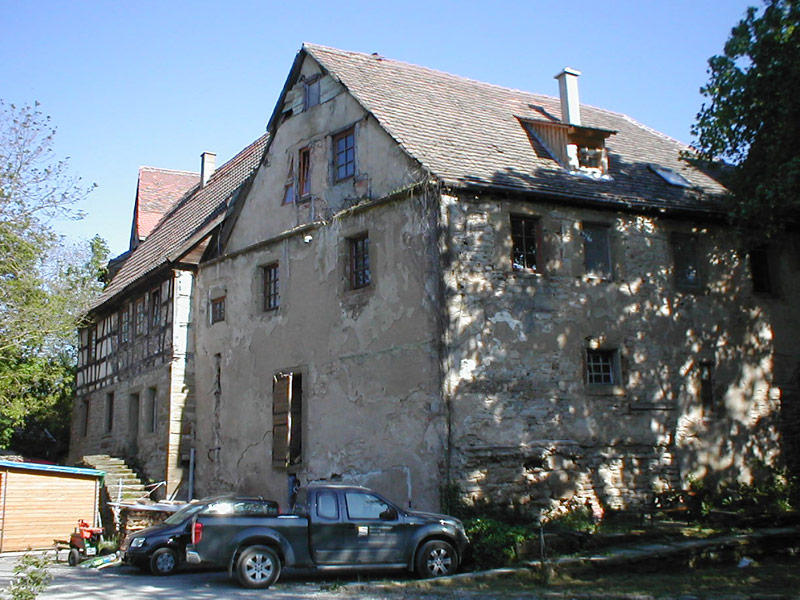
Unsanierte Wohngebäude
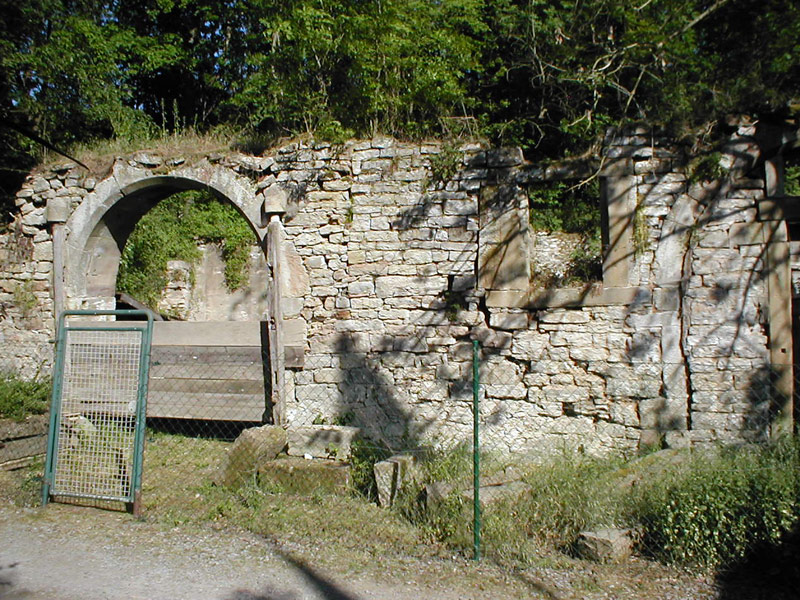
Rest eines Wirtschaftsgebäudes